# ماژول حافظه خطی دوگانه

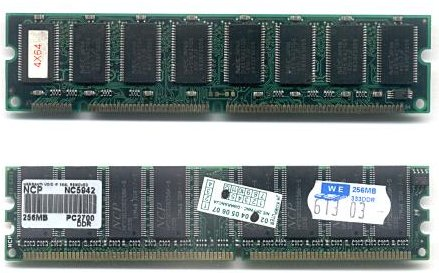
دونوع دی آی ام ام:مدول ۱۶۸ پین اس دی رَم (بالا) و مدول ۱۸۴ پین اس دی رَم دی دی آر (پایین). مدول اس دی رَم دو شکاف (آن مستطیلی که شکاف ایجاد، یا جدا می‌کند) در لبه پایینی دارد، در حالی که مدول اس دی رَم دی دی آر۱ تنها یکی دارد. همچنین هر مدول دارای هشت چیپ رَم است، اما پایینی دارای یک فضای خالی برای نهمین چیپ است.

دی آی ام ام یا مدول حافظه دو خطی، دربردارنده مجموعه از  آی سیهای دی رَم است.
این مدول‌ها روی برد مدار چاپی کار گذاشته شده‌اند و برای استفاده در کامپیوتر شخصی، ایستگاه کاری و سرورها طراحی شده‌اند. همزمان با همه گیر شدن پردازشگرهای پی فایو - پایه پنتیوم شرکت اینتل در بازار، دی آی ام ام‌ها نیز به عنوان حافظه‌های کارامدتر، جایگزین مدول‌های اس آی ام ام شدند.
اتصال در دو سمت مدول‌های اس آی ام ام دارای اطناب است، در حالی که دی آی ام ام داری اتصال‌های الکتریکی مجزا در هر طرف می‌باشد. تفاوت دیگر بین این دو مدول در ۳۲ بیتی بودن تبادل اطلاعات در اس آی ام ام استاندارد و ۶۴ بیتی بودن در دی آی ام ام استاندارد می‌باشد. از آنجایی که بسیاری از پردازشگرهای پنتیوم اینتل دارای گذرگاه با عرض ۳۲بیتی می‌باشند، باید دو اس آی ام ام به صورت جفتی متصل، کار گذاشته شود تا در گذرگاه چفت شود. در این حالت پردازشگر همزمان به این دو اس آی ام ام دسترسی دارد. مدول‌های دی آی ام ام برای پایان دادن به این زحمت طراحی شدند.

## انواع
اقسام شکاف (اسلات) دی آی ام ام، دی دی آر، دی دی آر۲ و دی دی آر۳ را پشتیبانی می‌کنند. متداول‌ترین اقسام دی آی ام ام عبارت اند از:
- اس او- دی آی ام ام ۷۲ پین (که مانند اس آی ام ام ۷۲ پین نیست)، در دی رام‌های اف پی ام و ایی دی او استفاده می‌شده‌است
- دی آی ام ام ۱۰۰ پین، برای اس دی رام پرینتراستفاده می‌شده‌است
- اس او-دی ای ام ام ۱۴۴ پین برای اس دی آر اس دی رَم استفاده می‌شده‌است
- دی آی ام ام ۱۶۸ پین، برای اس دی آر اس دی رَم استفاده می‌شده‌است (استفاده کمتر در دی رَم‌های اف پی ام و ایی دی او موجود در ایستگاه‌های کاری و سرورها، شاید ۳٫۳ یا 5 V)
- میکرو دی آی ام ام ۱۷۲ پین، برای اس دی رَم دی دی آر استفاده می‌شده‌است
- دی آی ام ام ۱۸۴ پین، برای اس دی رَم دی دی آر استفاده می‌شده‌است
- اس او-دی آی ام ام ۲۰۰ پین، برای اس دی رَم دی دی آر و اس دی رَم دی دی آر۲ استفاده می‌شده‌است
- اس او-دی آی ام ام ۲۰۰ پین، برای اس دی رَم دی دی آر۳ استفاده می‌شده‌است
- اس او-دی آی ام ام ۲۰۴ پین، برای اس دی رَم دی دی آر۳ استفاده می‌شده‌است
- میکرو دی آی ام ام ۲۱۴ پین، برای اس دی رَم دی دی آر۲ استفاده می‌شده‌است
- دی آی ام ام ۲۴۰ پین، برای اس دی رام دی دی آر۲، اس دی رَم دی دی آر۳ و اف بی-دی آی ام ام استفاده می‌شده‌است
- مینی دی آی ام ام ۲۴۴ پین، برای اس دی رَم دی دی آر۲ استفاده می‌شده‌است
- اس او-دی آی ام ام ۲۶۰ پین، برای اس دی رَم دی دی آر۴ استفاده می‌شده‌است
- اس او-دی آی ام ام ۲۶۰ پین، با موقعیت متفاوت شکاف نسبت به اس او-دی آی ام ام دی دی آر۴، برای یونی دی آی ام ام که توانایی حمل اس دی رَم‌های دی دی آر۳ و دی دی آر۴ را داراست، استفاده می‌شده‌است
- دی آی ام ام ۲۸۸ پین، برای اس دی رَم دی دی آر۴ استفاده می‌شده‌است